# Твій перший час
«Твій перший час» («Ömrün İlk Saatı») — радянський художній фільм 1973 року, знятий режисером Аріфом Бабаєвим на кіностудії «Азербайджанфільм».

## Сюжет
Про сім'ю нафтовиків, які у трьох поколіннях дотримуються наступності професії.

## У ролях
- Гасанага Турабов — Мехті Мехтієв (дублював А. Джигарханян)
- Шахмар Алекперов — Юсіф Мехтієв (дублював А. Джигарханян)
- Расім Балаєв — Азер, норовливий сучасний юнак (дублював О. Інжеватов)
- Сергій Курилов — Олександр Петрович Мерешковський
- Тофік Мірзоєв — Асад (дублював О. Бєлявський)
- Рафік Азімов — Садих (дублював Г. Качин)
- Лейла Шихлінська — роль другого плану
- Г. Петросян — Ашот (дублював Ю. Саранцев)
- Гунарс Плаценс —  Улдіс (дублював Я. Янакієв)
- Садих Гусейнов — начальник міліції (дублював А. Карапетян)
- Аладдін Аббасов — роль другого плану
- Гюмрах Рагімов — роль другого плану
- Борис Юрченко — Сашко
- Мухтар Манієв — начальник Азнафти
- Алескер Ібрагімов — епізод

## Знімальна група
- Режисер — Аріф Бабаєв
- Сценарист — Раміз Фаталієв
- Оператор — Расім Оджагов
- Композитор — Фарадж Караєв
- Художник — Фікрет Багіров